# سیر وسطی
سیر وسطی یکی از روستاهای استان آذربایجان شرقی است که در دهستان سهندآباد بخش تیکمه‌داش شهرستان بستان‌آباد واقع شده‌است.این روستا ۲۲۳ نفر جمعیت دارد.